# Iosia Soliola

a Compétitions nationales et continentales officielles uniquement.

b Matchs officiels uniquement.
Iosia Soliola, né le 4 août 1986 à Auckland, est un joueur de rugby à XIII néo-zélandais et samoan évoluant au poste de centre, d'ailier, de troisième ligne, de pilier ou deuxième ligne dans les années 2000 et 2010. Il a commencé sa carrière professionnelle aux Sydney Roosters en 2005 avant de décider de rejoindre St Helens RLFC à partir de 2010. Titulaire en club, il est sélectionné en équipe de Nouvelle-Zélande depuis 2006, retenu pour disputer la coupe du monde 2008, il déclare forfait en raison d'une blessure à l'épaule avant le tournoi, cependant l'année suivante il est appelé pour le Tournoi des Quatre Nations 2009 en Angleterre et en France.

## Palmarès
- Collectif :
  - Vainqueur de la Super League : 2014 (St Helens)
  - Finaliste du Tri-Nations : 2006 (Nouvelle-Zélande).
  - Finaliste de la National Rugby League : 2019 (Canberra).
  - Finaliste de la Super League : 2010 et 2011 (St Helens)

### En club
| Saison | Club             | Compétition           | Matchs | Points | Essais | Buts | Drop |
| ------ | ---------------- | --------------------- | ------ | ------ | ------ | ---- | ---- |
| 2005   | Sydney Roosters  | National Rugby League | 19     | 24     | 6      | 0    | 0    |
| 2006   | Sydney Roosters  | National Rugby League | 21     | 32     | 8      | 0    | 0    |
| 2007   | Sydney Roosters  | National Rugby League | 13     | 4      | 1      | 0    | 0    |
| 2008   | Sydney Roosters  | National Rugby League | 22     | 20     | 5      | 0    | 0    |
| 2009   | Sydney Roosters  | National Rugby League | 17     | 8      | 2      | 0    | 0    |
| 2010   | St Helens RLFC   | Super League          | 6      | 0      | 0      | 0    | 0    |
| 2011   | St Helens RLFC   | Super League          | 25     | 8      | 2      | 0    | 0    |
| 2012   | St Helens RLFC   | Super League          | 24     | 40     | 10     | 0    | 0    |
| 2013   | St Helens RLFC   | Super League          | 22     | 20     | 5      | 0    | 0    |
| 2014   | St Helens RLFC   | Super League          | 30     | 40     | 10     | 0    | 0    |
| 2015   | Canberra Raiders | National Rugby League | 19     | 16     | 4      | 0    | 0    |
| 2016   | Canberra Raiders | National Rugby League | 20     | 20     | 5      | 0    | 0    |
| 2017   | Canberra Raiders | National Rugby League | 19     | 4      | 1      | 0    | 0    |
| 2018   | Canberra Raiders | National Rugby League | 24     | 16     | 4      | 0    | 0    |
| 2019   | Canberra Raiders | National Rugby League | 24     | 8      | 2      | 0    | 0    |